# Charadrius hiaticula
El chorlitejo grande  (Charadrius hiaticula) es una especie de ave caradriforme de la familia Charadriidae que habita en Eurasia y norte de África. 

## Descripción
Presenta longitud máxima de 19 cm, envergadura de 48 a 57 cm, y un peso de entre 55 y 75 g. Es de color pardo por el dorso y blanquecino por el vientre. Patas y pico en tono naranja claro, terminando el pico en una puntita de color negro. 
Es de aspecto similar al chorlitejo chico, diferenciándose principalmente por el tamaño y por la ausencia de anillo ocular en el chorlitejo grande. También se diferencia de este porque sobre la frente, mientras que el chorlitejo chico presenta una franja blanca, el chorlitejo grande solo presenta manchas blancas detrás de los ojos. Además, cuando vuela, presenta una franja blanca en las alas que el chorlitejo chico no tiene.

## Distribución
Se localiza en toda la costa atlántica de Europa y norte de África. Presente también en gran parte de la costa mediterránea.
Cría en Eurasia, Groenlandia, noreste de Canadá, y Atlántico europeo hasta Países Bajos, e islas británicas. 
En España es invernante en casi toda la península, sobre todo en Andalucía y la costa cantábrica. Localizado también en Baleares y Canarias.

## Hábitat
Por lo general frecuenta costas marinas, nidificando en playas arenosas así como pedregosas, pero también puede desarrollarse en aguas de interior, como marismas o lagos salados.

## Voz
Emite frecuentemente, cuando se levanta y al volar, un trino aflautado que podría traducirse como "to-li" o bien "tuulí", antojándose como una voz suave y melancólica.

## Dieta
Ingieren pequeños invertebrados que capturan picoteando la arena, pudiendo remover el fango con las patas para que estos salgan y sean llevados a sus fauces tras interrumpirles la huida.

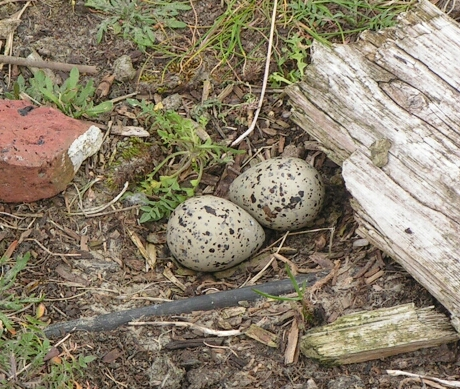
Huevos de chorlitejo grande.

## Huevo

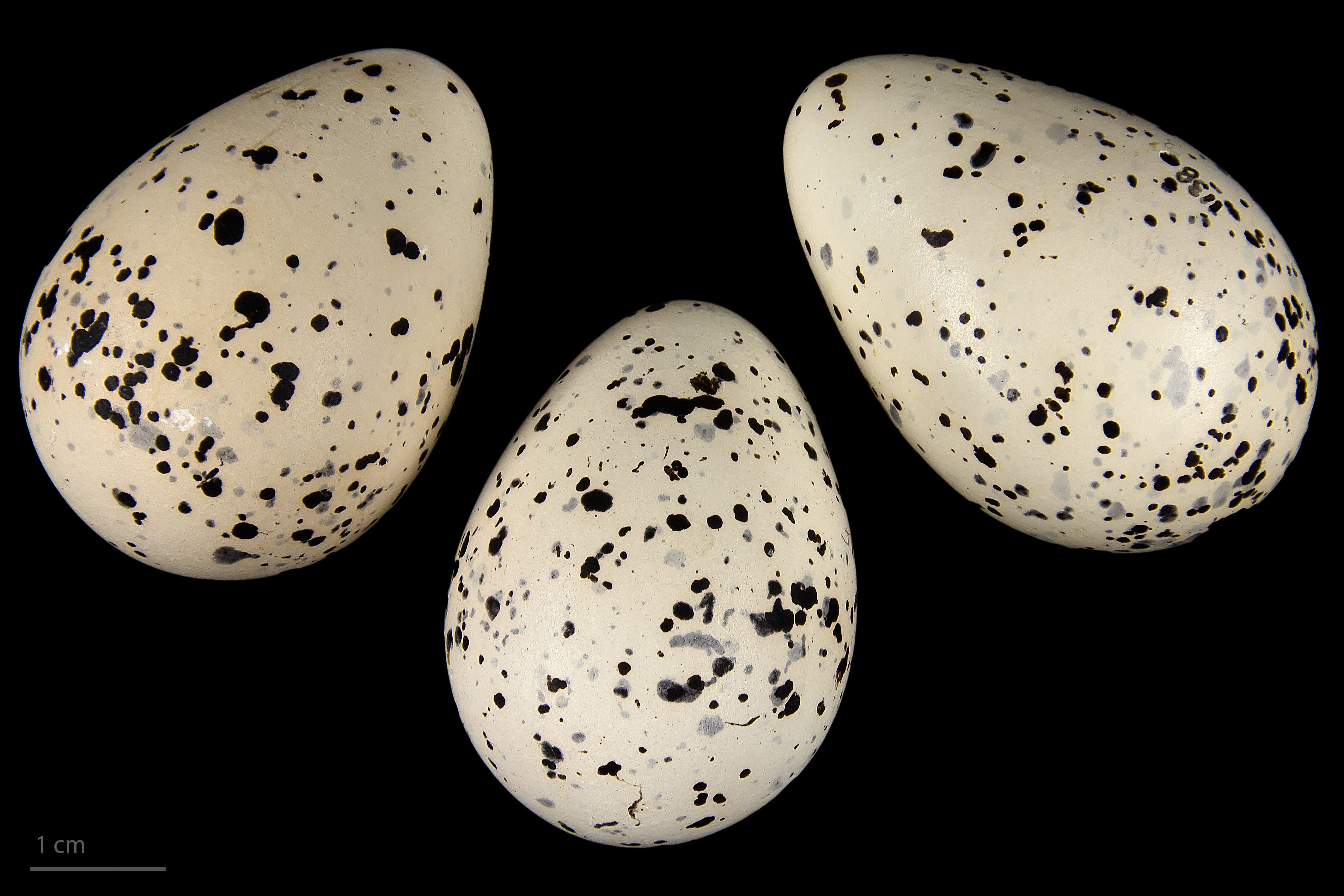
Charadrius hiaticula hiaticula - MHNT

El chorlitejo grande presenta un tamaño medio del huevo de entre 32-39,6 x 22,8-28,5 mm. Huevo pardo claro moteado, con manchas de diferentes tamaños y distintos tonos oscuros y marrones. Realiza una o dos puestas al año, que suelen ser de unos 4 huevos. Son incubados por la hembra y el macho durante un periodo de tiempo que comprende unas 3 o 4 semanas.

## Subespecies
Se conocen tres subespecies de chorlitejo grande:
- Charadrius hiaticula hiaticula Linnaeus, 1758
- Charadrius hiaticula psammodromus Salomonsen, 1930
- Charadrius hiaticula tundrae (Lowe, 1915)